# Grammy Award for Album of the Year
Der Grammy Award for Album of the Year (dt. Grammy-Auszeichnung für das Album des Jahres) ist ein Musikpreis, der seit 1959 bei den jährlich stattfindenden Grammy Awards verliehen wird. Mit diesem Preis werden gleichermaßen Interpreten, Produzenten und Toningenieure ausgezeichnet, die im Vorjahr der Verleihung ein qualitativ hochwertiges Musikalbum herausgebracht haben. Album des Jahres ist eine der vier Hauptkategorien der Grammys.

## Hintergrund und Geschichte
Die Grammy Awards (eigentlich Grammophone Awards) werden seit 1959 jährlich für künstlerische Leistung, technische Kompetenz und musikalische Gesamtleistung in verschiedenen Kategorien von der National Academy of Recording Arts and Sciences (NARAS) verliehen, unabhängig von der Verkaufszahl des Werks.
Der Grammy Award für das Album des Jahres ist seit der ersten Grammyverleihung im Jahre 1959 im Programm der Preisvergabe. Er ist neben den Preisen für die beste Aufnahme, den besten Song und den besten Newcomer eine der vier wichtigsten Auszeichnungen der Verleihung und wird dem General Field (dt. allgemeinen Bereich) zugeordnet. Bedingung für eine Nominierung ist, dass das Album zu mindestens 51 % aus neuem Material besteht. Von 1962 bis 2011 waren Aufnahmen von klassischen Werken vom Preis ausgeschlossen, diese wurden mit der Kategorie Grammy Award for Best Classical Album (dt. Grammy-Auszeichnung für das beste klassische Album) ausgezeichnet. 2012 wurde diese Rubrik in das Album des Jahres integriert, so dass Nominierungen aus der klassischen Musik nun wieder möglich sind.
Bis einschließlich 1965 wurde die Auszeichnung ausschließlich an die beteiligten Interpreten verliehen, ab 1966 zeichnete man zusätzlich die Produzenten des Albums aus. Seit 1999 erhalten auch die an der Aufnahme beteiligten Toningenieure einen Preis, ab dem Jahre 2002 auch die für die Nachbearbeitung zuständigen Mastering-Ingenieure. Zwischen 1966 und 1981 konnte ein Interpret in dieser Kategorie zwei Auszeichnungen gewinnen, wenn er gleichzeitig als Produzent fungierte, seitdem ist nur noch eine Trophäe pro Jahr und Beteiligtem möglich, auch wenn dieser mehrere Funktionen übernahm.
Bis einschließlich 2018 gab es jährlich fünf Nominierungen für das Album des Jahres (dreimal waren es wegen Stimmengleichheit sechs). 2019 wurde die Anzahl der Auszeichnungskandidaten in allen vier Hauptkategorien auf acht und 2022 auf zehn erhöht.

## Statistik
Taylor Swift gewann den Grammy Award for Album of the Year vier Mal, somit hält sie den Rekord für die meisten Grammys für das Album des Jahres. Drei Interpreten, nämlich Frank Sinatra, Stevie Wonder, Paul Simon haben jeweils drei Mal gewonnen. Simon gewann einen dieser Preise als Teil der Gruppe Simon & Garfunkel. Frank Sinatra und Paul McCartney wurden beide acht Mal nominiert und sind somit die Interpreten mit den meisten Nominierungen. Zwei Interpreten wurden vier Mal nominiert ohne prämiert zu werden. Diesen Rekord teilen sich Kanye West und Lady Gaga.
52 Mal waren Interpreten aus den Vereinigten Staaten erfolgreich, somit ist es das Land mit den meisten Auszeichnungen. Interpreten aus Großbritannien konnten den Preis 12 Mal gewinnen, Kanada stellte bei drei Verleihungen die Preisträger. Durch die Erfolge von U2 ging die Auszeichnung zwei Mal an irische Interpreten. Mit dem Inder Ravi Shankar, dem Deutschen Klaus Voormann, die beide 1973 ausgezeichnet wurden, dem Brasilianer João Gilberto sowie Daft Punk aus Frankreich ging der Preis insgesamt vier Mal an Interpreten aus einem nicht englischsprachigen Land.
Bei den Produzenten teilen sich vier Personen den Rekord für die meisten Preise: Daniel Lanois, David Foster, Phil Ramone und Stevie Wonder wurden je drei Mal ausgezeichnet. Die Toningenieure Chris Theis, Commissioner Gordon, Jim Scott, Mike Piersante, Tony Prendatt und Warren Riker wurden für ihre Arbeit in dieser Kategorie je zwei Mal prämiert und sind damit die erfolgreichsten Tontechniker. Bernie Grundman und Gavin Lurssen wurden beide zwei Mal für das Mastering ausgezeichnet und sind somit in diesem Bereich die Rekordhalter.

## Gewinner und Nominierte
| Jahr                   | Künstler / Band | Nationalität                                                    | Werk                                                 | Weitere nominierte Künstler | Bilder der Künstler                        |
| ---------------------- | --- | --------------------------------------------------------------- | ---------------------------------------------------- | --- | ------------------------------------------ |
| 1959 4. Mai 1959       | Henry Mancini | Vereinigte Staaten                                              | The Music from Peter Gunn                            | - Ella Fitzgerald – Ella Fitzgerald Sings the Irving Berlin Songbook - Frank Sinatra – Only the Lonely - Frank Sinatra – Come Fly with Me - Van Cliburn – 1. Klavierkonzert | Henry Mancini, um 1970                     |
| 1960 29. November 1959 | Frank Sinatra | Vereinigte Staaten                                              | Come Dance with Me                                   | - Harry Belafonte – Belafonte at Carnegie Hall - Henry Mancini – More Music from Peter Gunn - Robert Russell Bennett – Victory at Sea, Vol. 1 - Van Cliburn – 3. Klavierkonzert | Frank Sinatra (1947)                       |
| 1961 13. April 1961    | Bob Newhart | Vereinigte Staaten                                              | The Button-Down Mind of Bob Newhart                  | - Erich Leinsdorf – Turandot - Frank Sinatra – Nice’n’Easy - Harry Belafonte – Belafonte Returns to Carnegie Hall - Nat King Cole – Wild Is Love - Swjatoslaw Richter – 2. Klavierkonzert                                                                                                | Bob Newhart (1991)                         |
| 1962 29. Mai 1962      | Judy Garland | Vereinigte Staaten                                              | Judy at Carnegie Hall                                | - Henry Mancini – Filmmusik zu Frühstück bei Tiffany - Nat King Cole – The Nat King Cole Story - Ray Charles – Genius + Soul = Jazz - Si Zentner, Johnny Mann Singers – Great Band with Great Voices - Johnny Green – Soundtrack zu West Side Story                                      | Judy Garland (1945)                        |
| 1963 15. Mai 1963      | Vaughn Meader | Vereinigte Staaten                                              | The First Family                                     | - Allan Sherman – My Son, the Folk Singer - Ray Charles – Modern Sounds in Country and Western Music - Stan Getz, Charlie Byrd – Jazz Samba - Tony Bennett – I Left My Heart in San Francisco                                                                                            |                                            |
| 1964 12. Mai 1964      | Barbra Streisand | Vereinigte Staaten                                              | The Barbra Streisand Album                           | - Al Hirt – Honey in the Horn - Henry Mancini – Filmmusik zu Die Tage des Weines und der Rosen - Swingle Singers – Jazz Sebastien Bach (Bach’s Greatest Hits) - The Singing Nun – Filmmusik zu Dominique – Die singende Nonne                                                            | Barbra Streisand (1962)                    |
| 1965 13. April 1965    | Stan Getz, João Gilberto | Vereinigte Staaten, Brasilien                                   | Getz/Gilberto                                        | - Al Hirt – Cotton Candy - Barbra Streisand – People - Henry Mancini – Filmmusik zu Der rosarote Panther - Jule Styne, Robert Merrill – Funny Girl | João Gilberto (1996)                       |
| 1966 15. März 1966     | Frank Sinatra Sonny Burke (Produzent) | Vereinigte Staaten                                              | September of My Years                                | - Barbra Streisand – My Name Is Barbra - Eddy Arnold – My World - Julie Andrews – Filmmusik zu Meine Lieder – meine Träume - The Beatles – Help! | Frank Sinatra (1973)                       |
| 1967 2. März 1967      | Frank Sinatra Sonny Burke (Produzent) | Vereinigte Staaten                                              | Sinatra: A Man and His Music                         | - Barbra Streisand – Color Me Barbra - Herb Alpert – What Now My Love - Maurice Jarre – Filmmusik zu Doktor Schiwago - The Beatles – Revolver | Frank Sinatra (1960)                       |
| 1968 29. Februar 1968  | The Beatles George Martin (Produzent) | Vereinigtes Königreich                                          | Sgt. Pepper’s Lonely Hearts Club Band                | - Vikki Carr – It Must Be Him - Bobbie Gentry – Ode To Billie Joe - Ed Ames – My cup runneth over - Frank Sinatra, Antônio Carlos Jobim – Francis Albert Sinatra & Antonio Carlos Jobim                                                                                                  | The Beatles (1964)                         |
| 1969 12. März 1969     | Glen Campbell Al De Lory (Produzent) | Vereinigte Staaten                                              | By the Time I Get to Phoenix                         | - José Feliciano – Feliciano! - Richard Harris – A Tramp Shining - Simon & Garfunkel – Bookends - The Beatles – Magical Mystery Tour | Glen Campbell (ca. 1970)                   |
| 1970 11. März 1970     | Blood, Sweat & Tears James William Guercio (Produzent) | Vereinigte Staaten                                              | Blood, Sweat & Tears                                 | - Crosby, Stills and Nash – Crosby, Stills and Nash - Johnny Cash – At San Quentin - The Fifth Dimension – The Age Of Aquarius - The Beatles – Abbey Road | Blood, Sweat & Tears                       |
| 1971 16. März 1971     | Simon & Garfunkel Roy Halee, Paul Simon, Art Garfunkel (Produzenten) | Vereinigte Staaten                                              | Bridge over Troubled Water                           | - Chicago – Chicago - Crosby, Stills, Nash and Young – Déjà Vu - Elton John – Elton John - James Taylor – Sweet Baby James - Carpenters – Close to You | Simon & Garfunkel (1981)                   |
| 1972 15. März 1972     | Carole King Lou Adler (Produzent) | Vereinigte Staaten                                              | Tapestry                                             | - Darsteller von Jesus Christ Superstar – Jesus Christ Superstar - George Harrison – All Things Must Pass - Isaac Hayes – Shaft - Carpenters – Carpenters | Carole King (1998)                         |
| 1973 3. März 1973      | George Harrison, Billy Preston, Bob Dylan, Eric Clapton, Klaus Voormann, Leon Russell, Ravi Shankar, Ringo Starr George Harrison, Phil Spector (Produzenten) | Vereinigtes Königreich, Vereinigte Staaten, Deutschland, Indien | The Concert for Bangla Desh                          | - Don McLean – American Pie - Neil Diamond – Moods - Harry Nilsson – Nilsson Schmilsson - Darsteller von Jesus Christ Superstar – Jesus Christ Superstar |                                            |
| 1974 2. März 1974      | Stevie Wonder Stevie Wonder (Produzent) | Vereinigte Staaten                                              | Innervisions                                         | - Bette Midler – The Divine Miss M - Charlie Rich – Behind Closed Doors - Paul Simon – There Goes Rhymin' Simon - Roberta Flack – Killing Me Softly | Stevie Wonder (2009)                       |
| 1975 1. März 1975      | Stevie Wonder Stevie Wonder (Produzent) | Vereinigte Staaten                                              | Fulfillingness’ First Finale                         | - Elton John – Caribou - John Denver – Back Home Again - Paul McCartney and the Wings – Band on the Run - Joni Mitchell – Court and Spark | Stevie Wonder (2006)                       |
| 1976 28. Februar 1976  | Paul Simon Paul Simon, Phil Ramone (Produzenten) | Vereinigte Staaten                                              | Still Crazy After All These Years                    | - Elton John – Captain Fantastic and the Brown Dirt Cowboy - Janis Ian – Between the Lines - Linda Ronstadt – Heart Like a Wheel - Eagles – One of These Nights | Paul Simon (2000)                          |
| 1977 19. Februar 1977  | Stevie Wonder Stevie Wonder (Produzent) | Vereinigte Staaten                                              | Songs in the Key of Life                             | - Boz Scaggs – Silk Degrees - Chicago – Chicago X - George Benson – Breezin - Peter Frampton – Frampton Comes Alive | Stevie Wonder (2009)                       |
| 1978 23. Februar 1978  | Fleetwood Mac Fleetwood Mac, Ken Caillat, Richard Dashut (Produzenten) | Vereinigtes Königreich, Vereinigte Staaten                      | Rumours                                              | - James Taylor – JT - John Williams – Filmmusik zu Krieg der Sterne - Steely Dan – Aja - Eagles – Hotel California | Fleetwood Mac (2009)                       |
| 1979 15. Februar 1979  | Bee Gees und verschiedene Interpreten Albhy Galuten, Arif Mardin, Bee Gees, Bill Oakes, Bobby Martin, Broadway Eddie, David Shire, Freddie Perren, Harry Wayne Casey, Karl Richardson, Ralph MacDonald, Richard Finch, Ron Kersey, Thomas J. Valentino, William Salter (Produzenten) | Vereinigte Staaten                                              | Saturday Night Fever: The Original Movie Sound Track | - Barry Manilow – Even Now - Jackson Browne – Running on Empty - Grease: The Original Soundtrack from the Motion Picture - The Rolling Stones – Some Girls | Bee Gees (1977)                            |
| 1980 27. Februar 1980  | Billy Joel Phil Ramone (Produzent) | Vereinigte Staaten                                              | 52nd Street                                          | - Donna Summer – Bad Girls - Kenny Rogers – The Gambler - Supertramp – Breakfast in America - The Doobie Brothers – Minute by Minute | Billy Joel (2006)                          |
| 1981 25. Februar 1981  | Christopher Cross Michael Omartian (Produzent) | Vereinigte Staaten                                              | Christopher Cross                                    | - Barbra Streisand, Barry Gibb – Guilty - Billy Joel – Glass Houses - Frank Sinatra – Trilogy: Past, Present, Future - Pink Floyd – The Wall | Christopher Cross (2008)                   |
| 1982 24. Februar 1982  | John Lennon, Yoko Ono Jack Douglas, John Lennon, Yoko Ono (Produzenten) | Vereinigtes Königreich, Vereinigte Staaten                      | Double Fantasy                                       | - Al Jarreau – Breakin' Away - Kim Carnes – Mistaken Identity - Quincy Jones – The Dude - Steely Dan – Gaucho | John Lennon und Yoko Ono                   |
| 1983 23. Februar 1983  | Toto Toto (Produzent) | Vereinigte Staaten                                              | Toto IV                                              | - Billy Joel – The Nylon Curtain - Donald Fagen – The Nightfly - John Mellencamp – American Fool - Paul McCartney – Tug of War | Toto (2010)                                |
| 1984 28. Februar 1984  | Michael Jackson Quincy Jones, Michael Jackson (Produzenten) | Vereinigte Staaten                                              | Thriller                                             | - Billy Joel – An Innocent Man - David Bowie – Let’s Dance - verschiedene Interpreten – Flashdance - The Police – Synchronicity | Michael Jackson (1984)                     |
| 1985 26. Februar 1985  | Lionel Richie James Anthony Carmichael, Lionel Richie (Produzenten) | Vereinigte Staaten                                              | Can’t Slow Down                                      | - Bruce Springsteen – Born in the U.S.A. - Cyndi Lauper – She’s So Unusual - Prince and The Revolution – Purple Rain - Tina Turner – Private Dancer | Lionel Richie (2006)                       |
| 1986 25. Februar 1986  | Phil Collins Hugh Padgham, Phil Collins (Produzenten) | Vereinigtes Königreich                                          | No Jacket Required                                   | - Dire Straits – Brothers in Arms - Sting – The Dream of the Blue Turtles - USA for Africa – We Are the World - Whitney Houston – Whitney Houston | Phil Collins (2005)                        |
| 1987 24. Februar 1987  | Paul Simon Paul Simon (Produzent) | Vereinigte Staaten                                              | Graceland                                            | - Barbra Streisand – The Broadway Album - Janet Jackson – Control - Peter Gabriel – So - Steve Winwood – Back in the High Life | Paul Simon (2008)                          |
| 1988 2. März 1988      | U2 Brian Eno, Daniel Lanois (Produzenten) | Irland                                                          | The Joshua Tree                                      | - Dolly Parton, Linda Ronstadt, Emmylou Harris – Trio - Michael Jackson – Bad - Prince – Sign “☮” the Times - Whitney Houston – Whitney | U2 (2005)                                  |
| 1989 22. Februar 1989  | George Michael George Michael (Produzent) | Vereinigtes Königreich                                          | Faith                                                | - Bobby McFerrin – Simple Pleasures - Steve Winwood – Roll with It - Sting – … Nothing Like the Sun - Tracy Chapman – Tracy Chapman | George Michael (2006)                      |
| 1990 21. Februar 1990  | Bonnie Raitt Don Was (Produzent) | Vereinigte Staaten                                              | Nick of Time                                         | - Don Henley – The End of the Innocence - Fine Young Cannibals – The Raw and the Cooked - The Traveling Wilburys – Traveling Wilburys Vol. 1 - Tom Petty – Full Moon Fever | Bonnie Raitt (2007)                        |
| 1991 20. Februar 1991  | Quincy Jones Quincy Jones (Produzent) | Vereinigte Staaten                                              | Back on the Block                                    | - Mariah Carey – Mariah Carey - MC Hammer – Please Hammer Don't Hurt 'Em - Phil Collins – ...But Seriously - Wilson Phillips – Wilson Phillips | Quincy Jones (2007)                        |
| 1992 26. Februar 1992  | Natalie Cole David Foster (Produzent) | Vereinigte Staaten                                              | Unforgettable... with Love                           | - Amy Grant – Heart in Motion - Bonnie Raitt – Luck of the Draw - Paul Simon – The Rhythm of the Saints - R.E.M. – Out of Time | Natalie Cole (2007)                        |
| 1993 24. Februar 1993  | Eric Clapton Russ Titelman (Produzent) | Vereinigtes Königreich                                          | Unplugged                                            | - Annie Lennox – Diva - k.d. lang – Ingenue - verschiedene Interpreten – Die Schöne und das Biest - U2 – Achtung Baby | Eric Clapton (2010)                        |
| 1994 1. März 1994      | Whitney Houston Babyface, BeBe Winans, David Cole, David Foster, L.A. Reid, Narada Michael Walden, Robert Clivilles (Produzenten) | Vereinigte Staaten                                              | The Bodyguard: Original Soundtrack Album             | - Billy Joel – River of Dreams - Donald Fagen – Kamakiriad - R.E.M. – Automatic for the People - Sting – Ten Summoner’s Tales | Whitney Houston (2009)                     |
| 1995 1. März 1995      | Tony Bennett David Kahne (Produzent) | Vereinigte Staaten                                              | MTV Unplugged                                        | - Seal – Seal - Die drei Tenöre – The 3 Tenors in Concert, 1994 - Eric Clapton – From the Cradle - Bonnie Raitt – Longing in Their Hearts | Tony Bennett (2006)                        |
| 1996 28. Februar 1996  | Alanis Morissette Glen Ballard (Produzent) | Kanada                                                          | Jagged Little Pill                                   | - Joan Osborne – Relish - Mariah Carey – Daydream - Michael Jackson – HIStory – Past, Present and Future Book I - Pearl Jam – Vitalogy | Alanis Morissette (2007)                   |
| 1997 26. Februar 1997  | Céline Dion Aldo Nova, Billy Steinberg, Dan Hill, David Foster, Humberto Gatica, Jean-Jacques Goldman, Jeff Bova, Jim Steinman, John Jones, Ric Wake, Rick Hahn, Rick Nowels, Roy Bittan, Steven Rinkoff (Produzenten) | Kanada                                                          | Falling into You                                     | - Beck – Odelay - verschiedene Interpreten – Waiting to Exhale: Original Soundtrack Album - The Fugees – The Score - The Smashing Pumpkins – Mellon Collie and the Infinite Sadness | Céline Dion (2008)                         |
| 1998 25. Februar 1998  | Bob Dylan Daniel Lanois (Produzent) | Vereinigte Staaten                                              | Time Out of Mind                                     | - Babyface – The Day - Paul McCartney – Flaming Pie - Paula Cole – This Fire - Radiohead – OK Computer | Bob Dylan                                  |
| 1999 24. Februar 1999  | Lauryn Hill Lauryn Hill (Produzent) Chris Theis, Commissioner Gordon, Johnny Wydrycz, Ken Johnston, Matt Howe, Storm Jefferson, Tony Prendatt, Warren Riker (Toningenieure) | Vereinigte Staaten                                              | The Miseducation Of Lauryn Hill                      | - Garbage – Version 2.0 - Madonna – Ray of Light - Shania Twain – Come On Over - Sheryl Crow – The Globe Sessions | Lauryn Hill (2005)                         |
| 2000 23. Februar 2000  | Santana Alex Gonzales, Art Hodge, Charles Goodan, Clive Davis, Dante Ross, The Dust Brothers, Fher Olvera, Jerry Duplessis, KC Porter, Lauryn Hill, Matt Serletic, Stephen M. Harris, Wyclef Jean (Produzenten) Alvaro Villagra, Andy Grassi, Anton Pukshansky, Benny Faccone, Chris Theis, Commissioner Gordon, David Frazer, David Thoener, Glenn Kolotkin, Jeff Poe, Jim Gaines, Jim Scott, John Gamble, John Karpowich, John Seymour, Matty Spindel, Mike Couzzi, Steve Farrone, Steve Fontano, T-Ray, Tom Lord-Alge, Tony Prendatt, Warren Riker (Toningenieure) | Vereinigte Staaten                                              | Supernatural                                         | - Backstreet Boys – Millennium - Diana Krall – When I Look in Your Eyes - Dixie Chicks – Fly - TLC – FanMail | Santana (2005)                             |
| 2001 21. Februar 2001  | Steely Dan Walter Becker, Donald Fagen (Produzenten) Phil Burnett, Roger Nichols, Dave Russell, Elliot Scheiner (Toningenieure) | Vereinigte Staaten                                              | Two Against Nature                                   | - Beck – Midnite Vultures - Eminem – The Marshall Mathers LP - Paul Simon – You're The One - Radiohead – Kid A | Steely Dan (2007)                          |
| 2002 27. Februar 2002  | verschiedene Interpreten T-Bone Burnett (Produzent) Mike Piersante, Peter Kurland (Toningenieure) Gavin Lurssen (Mastering) | Vereinigte Staaten                                              | O Brother, Where Art Thou?                           | - India.Arie – Acoustic Soul - OutKast – Stankonia - U2 – All That You Can’t Leave Behind - Bob Dylan – „Love and Theft“ |                                            |
| 2003 23. Februar 2003  | Norah Jones Norah Jones, Arif Mardin, Jay Newland, Craig Street (Produzenten) Jay Newland, S. Husky Höskulds (Toningenieure) Mark Wilder, Ted Jensen (Mastering) | Vereinigte Staaten                                              | Come Away with Me                                    | - Nelly – Nellyville - Eminem – The Eminem Show - Dixie Chicks – Home - Bruce Springsteen – The Rising | Norah Jones (2007)                         |
| 2004 8. Februar 2004   | OutKast André Benjamin, Big Boi, Carl Mo (Produzenten) Vincent Alexander, Chris Carmouche, Terrence Cash, Reginald Dozier, John Frye, Richard Furch, Robert Hannon, Padraic Kernin, Moka Nagatani, Pete Novak, Brian Paturalski, Matt Still, Darrel Thorpe (Toningenieure) Brian Gardner, Bernie Grundman (Mastering) | Vereinigte Staaten                                              | Speakerboxxx/The Love Below                          | - Evanescence – Fallen - Justin Timberlake – Justified - Missy Elliott – Under Construction - The White Stripes – Elephant | OutKast (2001)                             |
| 2005 13. Februar 2005  | Ray Charles Don Mizell, Herbert Waltl, John R. Burk, Phil Ramone, Terry Howard (Produzenten) Al Schmitt, Ed Thacker, Joel W. Moss, John Harris, Mark Fleming, Pete Karam, Robert Fernandez, Seth Presant, Terry Howard (Toningenieure) Doug Sax, Robert Hadley (Mastering) | Vereinigte Staaten                                              | Genius Loves Company                                 | - Alicia Keys – The Diary of Alicia Keys - Green Day – American Idiot - Kanye West – The College Dropout - Usher – Confessions | Ray Charles (2003)                         |
| 2006 8. Februar 2006   | U2 Brian Eno, Chris Thomas, Jacknife Lee, Daniel Lanois, Flood, Steve Lillywhite, Nellee Hooper (Produzenten) Carl Glanville, Flood, Greg Collins, Jacknife Lee, Nellee Hooper, Simon Gogerly, Steve Lillywhite (Toningenieure) Arnie Acosta (Mastering) | Irland                                                          | How to Dismantle an Atomic Bomb                      | - Gwen Stefani – Love. Angel. Music. Baby. - Kanye West – Late Registration - Mariah Carey – The Emancipation of Mimi - Paul McCartney – Chaos and Creation in the Backyard | U2 (2005)                                  |
| 2007 11. Februar 2007  | Dixie Chicks Rick Rubin (Produzent) Chris Testa, Jim Scott, Richard Dodd (Toningenieure) Richard Dodd (Mastering) | Vereinigte Staaten                                              | Taking the Long Way                                  | - Gnarls Barkley – St. Elsewhere - John Mayer – Continuum - Red Hot Chili Peppers – Stadium Arcadium - Justin Timberlake – FutureSex/LoveSounds | Dixie Chicks (2006)                        |
| 2008 10. Februar 2008  | Herbie Hancock Norah Jones, Joni Mitchell, Corinne Bailey Rae, Tina Turner, Leonard Cohen, Luciana Souza (weitere Interpreten) Herbie Hancock, Larry Klein (Produzenten) Helik Hadar (Toningenieur) Bernie Grundman (Mastering) | Vereinigte Staaten                                              | River: The Joni Letters                              | - Foo Fighters – Echoes, Silence, Patience & Grace - Vince Gill – These Days - Kanye West – Graduation - Amy Winehouse – Back to Black | Herbie Hancock (2006)                      |
| 2009 8. Februar 2009   | Robert Plant, Alison Krauss T-Bone Burnett (Produzent) Mike Piersante (Toningenieur) Gavin Lurssen (Mastering) | Vereinigtes Königreich, Vereinigte Staaten                      | Raising Sand                                         | - Coldplay – Viva la Vida or Death and All His Friends - Ne-Yo – Year of the Gentleman - Radiohead – In Rainbows - Lil Wayne – Tha Carter III | Alison Krauss (2008) · Robert Plant (2010) |
| 2010 31. Januar 2010   | Taylor Swift Colbie Caillat (weiterer Interpret) Nathan Chapman, Taylor Swift (Produzenten) Chad Carlson, Nathan Chapman, Justin Niebank (Toningenieure) Hank Williams (Mastering) | Vereinigte Staaten                                              | Fearless                                             | - Beyoncé Knowles – I Am... Sasha Fierce - The Black Eyed Peas – The E.N.D. - Lady Gaga – The Fame - Dave Matthews Band – Big Whiskey and the GrooGrux King | Taylor Swift (2010)                        |
| 2011 13. Februar 2011  | Arcade Fire Arcade Fire, Markus Dravs (Produzenten) Arcade Fire, Markus Dravs, Mark Lawson, Craig Silvey (Toningenieure) George Marino (Mastering) | Kanada                                                          | The Suburbs                                          | - Eminem – Recovery - Lady Antebellum – Need You Now - Lady Gaga – The Fame Monster - Katy Perry – Teenage Dream | Arcade Fire (2005)                         |
| 2012 12. Februar 2012  | Adele Jim Abbiss, Adele, Paul Epworth, Rick Rubin, Fraser T. Smith, Ryan Tedder, Dan Wilson (Produzenten) Jim Abbiss, Philip Allen, Beatriz Artola, Ian Dowling, Tom Elmhirst, Greg Fidelman, Dan Parry, Steve Price, Mark Rankin, Andrew Scheps, Fraser T. Smith, Ryan Tedder (Toningenieure) Tom Coyne (Mastering) | Vereinigtes Königreich                                          | 21                                                   | - Foo Fighters – Wasting Light - Lady Gaga – Born This Way - Bruno Mars – Doo-Wops & Hooligans - Rihanna – Loud | Adele (2009)                               |
| 2013 10. Februar 2013  | Mumford & Sons Markus Dravs (Produzent) Robin Baynton und Ruadhri Cushnan (Toningenieure und Mischer) Bob Ludwig (Mastering) | Vereinigtes Königreich                                          | Babel                                                | - The Black Keys – El Camino - fun. – Some Nights - Frank Ocean – Channel Orange - Jack White – Blunderbuss | Mumford & Sons (2009)                      |
| 2014 26. Januar 2014   | Daft Punk | Frankreich                                                      | Random Access Memories                               | - Sara Bareilles – The Blessed Unrest - Kendrick Lamar – Good Kid, M.a.a.d. City - Macklemore & Ryan Lewis – The Heist - Taylor Swift – Red | Daft Punkt, 2010                           |
| 2015 8. Februar 2015   | Beck | Vereinigte Staaten                                              | Morning Phase                                        | - Beyoncé – Beyoncé - Ed Sheeran – × - Sam Smith – In the Lonely Hour - Pharrell Williams – Girl | Beck, 2006                                 |
| 2016 15. Februar 2016  | Taylor Swift | Vereinigte Staaten                                              | 1989                                                 | - Alabama Shakes – Sound & Color - Kendrick Lamar – To Pimp a Butterfly - Chris Stapleton – Traveller - The Weeknd – Beauty Behind the Madness | Taylor Swift, 2013                         |
| 2017 12. Februar 2017  | Adele | Vereinigtes Königreich                                          | 25                                                   | - Beyoncé – Lemonade - Justin Bieber – Purpose - Drake – Views - Sturgill Simpson – A Sailor’s Guide to Earth | Adele (2016)                               |
| 2018 28. Januar 2018   | Bruno Mars | Vereinigte Staaten                                              | XXIVK Magic                                          | - Childish Gambino – “Awaken, My Love!” - Jay-Z – 4:44 - Kendrick Lamar – DAMN. - Lorde – Melodrama | Bruno Mars (2010)                          |
| 2019 10. Februar 2019  | Kacey Musgraves | Vereinigte Staaten                                              | Golden Hour                                          | - Cardi B – Invasion of Privacy - Brandi Carlile – By the Way, I Forgive You - Drake – Scorpion - H.E.R. – H.E.R. - Post Malone – Beerbongs & Bentleys - Janelle Monáe – Dirty Computer - verschiedene Interpreten – Black Panther: The Album                                            | Kacey Musgraves (2016)                     |
| 2020 26. Januar 2020   | Billie Eilish | Vereinigte Staaten                                              | When We All Fall Asleep, Where Do We Go?             | - Bon Iver – I, I - Lana Del Rey – Norman Fucking Rockwell! - Ariana Grande – Thank U, Next - H.E.R. – I Used to Know Her - Lil Nas X – 7 - Lizzo – Cuz I Love You (Deluxe) - Vampire Weekend – Father of the Bride                                                                      | Billie Eilish (2019)                       |
| 2021 14. März 2021     | Taylor Swift | Vereinigte Staaten                                              | Folklore                                             | - Jhené Aiko – Chilombo - Black Pumas – Black Pumas (Deluxe Edition) - Coldplay – Everyday Life - Jacob Collier – Djesse Vol. 3 - Haim – Women in Music Pt. III - Dua Lipa – Future Nostalgia - Post Malone – Hollywood’s Bleeding                                                       | Taylor Swift (2019)                        |
| 2022 31. Januar 2022   | Jon Batiste | Vereinigte Staaten                                              | We Are                                               | - Tony Bennett & Lady Gaga – Love for Sale - Justin Bieber – Justice (Triple Chucks Deluxe) - Doja Cat – Planet Her (Deluxe) - Billie Eilish – Happier Than Ever - H.E.R. – Back of My Mind - Lil Nas X – Montero - Olivia Rodrigo – Sour - Taylor Swift – Evermore - Kanye West – Donda | Jon Batiste (2020)                         |
| 2023 5. Februar 2023   | Harry Styles | Vereinigtes Königreich                                          | Harry’s House                                        | - ABBA – Voyage - Adele – 30 - Bad Bunny – Un verano sin ti - Beyoncé – Renaissance - Mary J. Blige – Good Morning Gorgeous (Deluxe) - Brandi Carlile – In These Silent Days - Coldplay – Music of the Spheres - Kendrick Lamar – Mr. Morale & the Big Steppers - Lizzo – Special        |                                            |
| 2024 4. Februar 2024   | Taylor Swift | Vereinigte Staaten                                              | Midnights                                            | - Jon Batiste – World Music Radio - Boygenius – The Record - Miley Cyrus – Endless Summer Vacation - Lana Del Rey – Did You Know That There’s a Tunnel Under Ocean Blvd - Janelle Monáe – The Age of Pleasure - Olivia Rodrigo – Guts - SZA – SOS                                        | Taylor Swift 2023                          |
| 2025 2. Februar 2025   | Beyoncé | Vereinigte Staaten                                              | Cowboy Carter                                        | - André 3000 – New Blue Sun - Sabrina Carpenter – Short n’ Sweet - Charli XCX – Brat - Jacob Collier – Djesse Vol. 4 - Billie Eilish – Hit Me Hard and Soft - Chappell Roan – The Rise and Fall of a Midwest Princess - Taylor Swift – The Tortured Poets Department                     | Beyoncé 2023                               |

## Belege
1. 1 2  Kriterien für den Grammy Award for Album of the Year. (Memento vom 11. März 2012 im Internet Archive) Auf: grammy.org (englisch). Abgerufen am 2. April 2012.
2. ↑  Übersicht der Recording Academy. (Memento des Originals vom 19. August 2012 im Internet Archive)  Info: Der Archivlink wurde automatisch eingesetzt und noch nicht geprüft. Bitte prüfe Original- und Archivlink gemäß Anleitung und entferne dann diesen Hinweis. Auf: grammy.org (englisch), abgerufen am 2. April 2012.
3. ↑  Informationen zu den Grammy Awards. (Memento vom 26. Mai 2011 im Internet Archive) Auf: roxikon.de. Abgerufen am 13. Dezember 2011.
4. ↑  Datenbank der Preisträger. Auf: grammy.com (englisch). Abgerufen am 2. April 2012.
5. ↑  Ausgezeichnete Beteiligte an September Of My Years. Auf: grammy.com (Englisch). Abgerufen am 2. April 2012
6. ↑  Ausgezeichnete Beteiligte an Sinatra: A Man and His Music. Auf: grammy.com (Englisch). Abgerufen am 2. April 2012
7. ↑  Ausgezeichnete Beteiligte an Sgt. Pepper’s Lonely Hearts Club Band. Auf: grammy.com (Englisch). Abgerufen am 2. April 2012
8. ↑  Ausgezeichnete Beteiligte an By the Time I Get to Phoenix. Auf: grammy.com (Englisch). Abgerufen am 2. April 2012
9. ↑  Ausgezeichnete Beteiligte an Blood, Sweat & Tears. Auf: grammy.com (Englisch). Abgerufen am 2. April 2012
10. ↑  Ausgezeichnete Beteiligte an Bridge over Troubled Water. Auf: grammy.com (Englisch). Abgerufen am 2. April 2012
11. ↑  Ausgezeichnete Beteiligte an Tapestry. Auf: grammy.com (Englisch). Abgerufen am 2. April 2012
12. ↑  Ausgezeichnete Beteiligte an The Concert for Bangla Desh. Auf: grammy.com (Englisch). Abgerufen am 2. April 2012
13. ↑  Ausgezeichnete Beteiligte an Innervisions. Auf: grammy.com (Englisch). Abgerufen am 2. April 2012
14. ↑  Ausgezeichnete Beteiligte an Fulfillingness’ First Finale. Auf: grammy.com (Englisch). Abgerufen am 2. April 2012
15. ↑  Ausgezeichnete Beteiligte an Still Crazy After All These Years. Auf: grammy.com (Englisch). Abgerufen am 2. April 2012
16. ↑  Ausgezeichnete Beteiligte an Songs in the Key of Life. Auf: grammy.com (Englisch). Abgerufen am 2. April 2012
17. ↑  Ausgezeichnete Beteiligte an Rumours. Auf: grammy.com (Englisch). Abgerufen am 2. April 2012
18. ↑  Ausgezeichnete Beteiligte an Saturday Night Fever: The Original Movie Sound Track. Auf: grammy.com (Englisch). Abgerufen am 2. April 2012
19. ↑  Ausgezeichnete Beteiligte an 52nd Street. Auf: grammy.com (Englisch). Abgerufen am 2. April 2012
20. ↑  Ausgezeichnete Beteiligte an Christopher Cross. Auf: grammy.com (Englisch). Abgerufen am 2. April 2012
21. ↑  Ausgezeichnete Beteiligte an Double Fantasy. Auf: grammy.com (Englisch). Abgerufen am 2. April 2012
22. ↑  Ausgezeichnete Beteiligte an Toto IV. Auf: grammy.com (Englisch). Abgerufen am 2. April 2012
23. ↑  Ausgezeichnete Beteiligte an Thriller. Auf: grammy.com (Englisch). Abgerufen am 2. April 2012
24. ↑  Ausgezeichnete Beteiligte an Can’t Slow Down. Auf: grammy.com (Englisch). Abgerufen am 2. April 2012
25. ↑  Ausgezeichnete Beteiligte an No Jacket Required. Auf: grammy.com (Englisch). Abgerufen am 2. April 2012
26. ↑  Ausgezeichnete Beteiligte an Graceland. Auf: grammy.com (Englisch). Abgerufen am 2. April 2012
27. ↑  Ausgezeichnete Beteiligte an The Joshua Tree. Auf: grammy.com (Englisch). Abgerufen am 2. April 2012
28. ↑  Ausgezeichnete Beteiligte an Faith. Auf: grammy.com (Englisch). Abgerufen am 2. April 2012
29. ↑  Ausgezeichnete Beteiligte an Nick of Time. Auf: grammy.com (Englisch). Abgerufen am 2. April 2012
30. ↑  Ausgezeichnete Beteiligte an Back on the Block. Auf: grammy.com (Englisch). Abgerufen am 2. April 2012
31. ↑  Ausgezeichnete Beteiligte an Unforgettable… with Love. Auf: grammy.com (Englisch). Abgerufen am 2. April 2012
32. ↑  Ausgezeichnete Beteiligte an Unplugged. Auf: grammy.com (Englisch). Abgerufen am 2. April 2012
33. ↑  Ausgezeichnete Beteiligte an The Bodyguard: Original Soundtrack Album. Auf: grammy.com (Englisch). Abgerufen am 2. April 2012
34. ↑  Ausgezeichnete Beteiligte an MTV Unplugged. Auf: grammy.com (Englisch). Abgerufen am 2. April 2012
35. ↑  Ausgezeichnete Beteiligte an Jagged Little Pill. Auf: grammy.com (Englisch). Abgerufen am 2. April 2012
36. ↑  Ausgezeichnete Beteiligte an Falling Into You. Auf: grammy.com (Englisch). Abgerufen am 2. April 2012
37. ↑  Ausgezeichnete Beteiligte an Time Out of Mind. Auf: grammy.com (Englisch). Abgerufen am 2. April 2012
38. ↑  Ausgezeichnete Beteiligte an The Miseducation Of Lauryn Hill. Auf: grammy.com (Englisch). Abgerufen am 2. April 2012
39. ↑  Ausgezeichnete Beteiligte an Supernatural. Auf: grammy.com (Englisch). Abgerufen am 2. April 2012
40. ↑  Ausgezeichnete Beteiligte an Two Against Nature. Auf: grammy.com (Englisch). Abgerufen am 2. April 2012
41. ↑  Ausgezeichnete Beteiligte an O Brother, Where Art Thou? Auf: grammy.com (Englisch). Abgerufen am 2. April 2012
42. ↑  Ausgezeichnete Beteiligte an Come Away with Me. Auf: grammy.com (Englisch). Abgerufen am 2. April 2012
43. ↑  Ausgezeichnete Beteiligte an Speakerboxxx/The Love Below. Auf: grammy.com (Englisch). Abgerufen am 2. April 2012
44. ↑  Ausgezeichnete Beteiligte an Genius Loves Company. Auf: grammy.com (Englisch). Abgerufen am 2. April 2012
45. ↑  Ausgezeichnete Beteiligte an How to Dismantle an Atomic Bomb. Auf: grammy.com (Englisch). Abgerufen am 2. April 2012
46. ↑  Ausgezeichnete Beteiligte an Taking the Long Way. Auf: grammy.com (Englisch). Abgerufen am 2. April 2012
47. ↑  Ausgezeichnete Beteiligte an River: The Joni Letters. Auf: grammy.com (Englisch). Abgerufen am 2. April 2012
48. ↑  Ausgezeichnete Beteiligte an Raising Sand. Auf: grammy.com (Englisch). Abgerufen am 2. April 2012
49. ↑  Dan Auerbach, Fun., Jay-Z, Mumford & Sons, Frank Ocean, Kanye West Lead 55th GRAMMY Nominations, Pressemitteilung der Recording Academy, 5. Dezember 2012.
50. ↑  55th Annual GRAMMY Awards Nominees. Auf: grammy.com, abgerufen am 6. Dezember 2012 (englisch).